# Leopold Otto
Leopold Otto, także Leopold Marcin von Otto (ur. 2 listopada 1819 w Warszawie, zm. 22 września 1882 w Warszawie) – działacz narodowy, pastor; uczestnik manifestacji patriotycznej w 1861 w Warszawie.

## Życiorys
W latach 1840–1841 studiował ekonomię na Uniwersytecie w Dorpacie. Tam przyjęty w poczet członków polskiej korporacji akademickiej „Polonia”. W latach 1841–1844 studiował filozofię i teologię w Berlinie.
W latach 1866–1875 działał w Cieszynie. Był wydawcą „Zwiastuna Ewangelicznego” oraz twórcą kazań i pism religijnych.
Opracował memoriał dla Kolegium Kościelnego, w który przedstawił sprawę założenia żeńskiego diakonatu na ziemiach polskich. W teologii był zwolennikiem luterańskiej ortodoksji i ostro sprzeciwiał się teologii liberalnej i racjonalistycznej interpretacji Pisma Świętego.
Do jego współpracowników lub uczniów należeli ks. Jan Pindór (zm. 1924), nauczyciel Jan Śliwka (zm. 1874), nauczyciel Ján Borbis (zm. 1913) i inni.
Jego drugą żoną była Emilia Izabela Linde (1826–1857), córka Samuela Bogumiła Lindego, znanego polskiego językoznawcy.
Jego imię nosi nagroda, przyznawana dorocznie przez redakcję „Zwiastuna Ewangelickiego”, czasopisma nadal wydawanego przez Kościół Ewangelicko-Augsburski w RP.
Pochowany na cmentarzu ewangelicko-augsburskim przy ulicy Młynarskiej (aleja 16, grób 2).

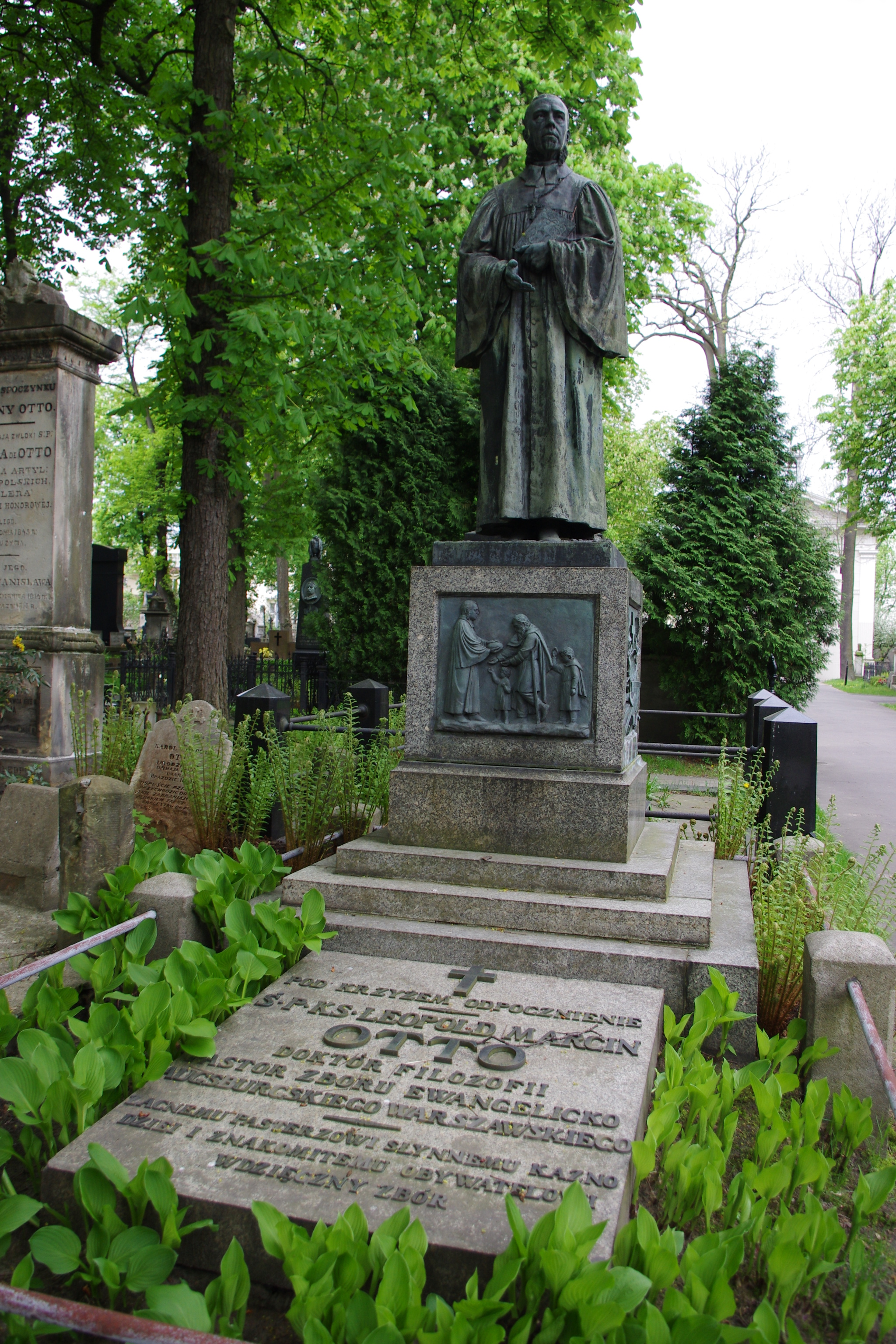
Grób ks. Leopolda Otto na Cmentarzu ewangelicko-augsburskim w Warszawie
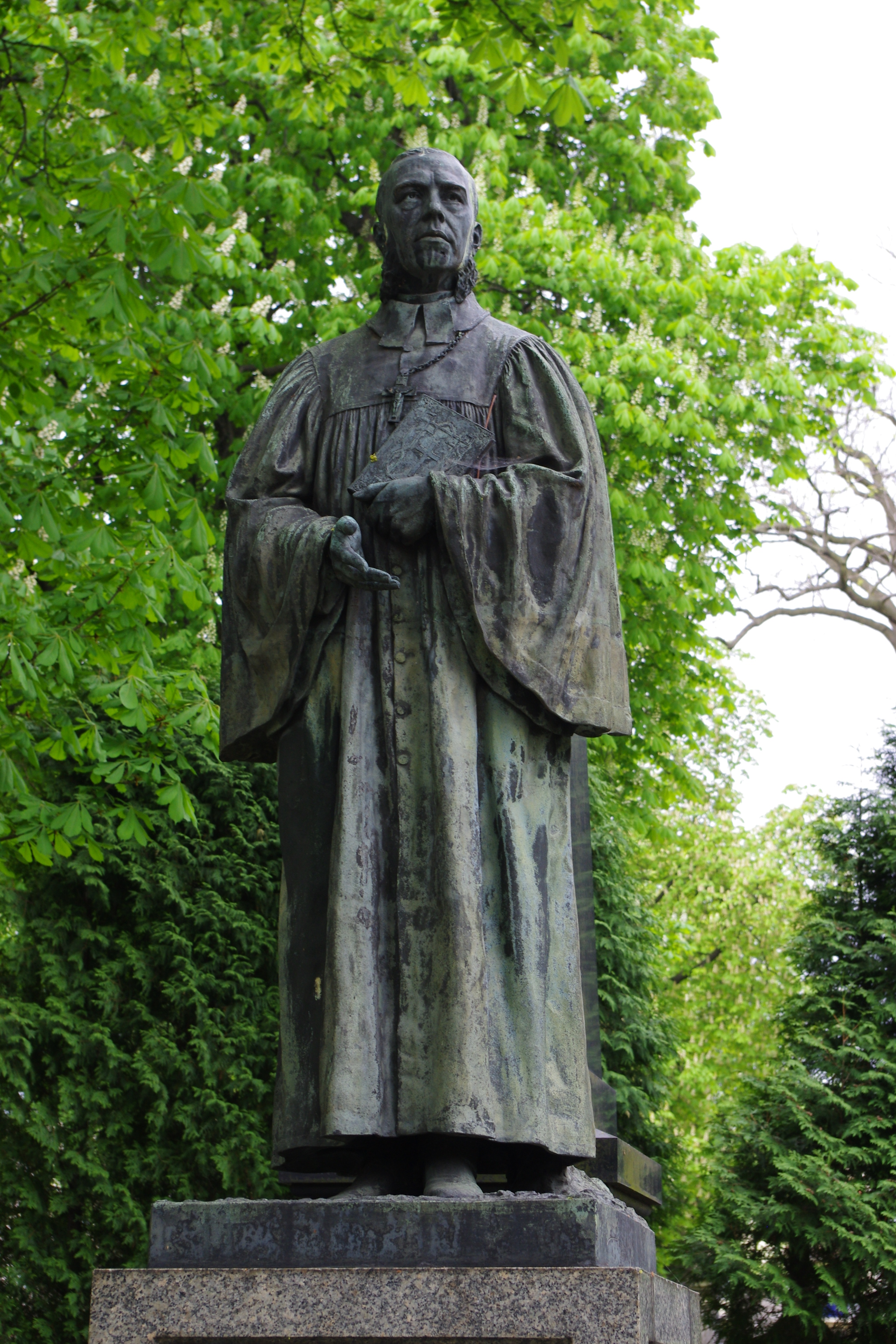
Posąg ks. Leopolda Otto na jego grobie na Cmentarzu ewangelicko-augsburskim w Warszawie